# فاطمه العشبی
فاطمه علی العَشَبی (۲۵ اکتبر ۱۹۵۹ – ۲۴ اکتبر ۲۰۲۱) شاعر یمنی بود. در روستای بیت العشبی در استان محویت زاده شد. در کودکی به دلیل سنت‌هایی که دختران را از یادگیری بازمی‌داشت، آموزش نیافت. پدرش در صحن خانه‌اش برای او قبری کند تا در صورتی که علیه رسم و رواج‌های قبیله‌ای که او شیخ آن بود، سرکشی کند، او را زنده به گور کند. اما او عصیان کرد. به خودآموزی روی آورد و پس از ازدواج در کودکی به تحصیل در دانشگاه ادامه داد. در مرکز مطالعات و تحقیقات یمن محقق شد. اولین مجموعه شعر خود را در سال ۱۹۹۱ به نام «درخشش سپیده دم» منتشر کرد. پس از آن، تعدادی مجموعه شعر دیگر منتشر کرد و یکی از مهم‌ترین شاعران زن یمنی در نیمهٔ دوم قرن بیستم شد که در سال‌های اولیهٔ زندگی‌اش با سنت‌ها و فشارهای زن‌ستیزانه گذشت. در طول حرفهٔ ادبی خود، شعرهای سنتی، مدرن و عامه‌پسند، ترانه‌های عامیانه، زامل و شعرهای نمایشی سرود. در شماری از جشنواره‌ها و مجامع ادبی شرکت کرد، جوایز ادبی و لوح‌های تقدیر بسیاری دریافت کرد و در شماری از اتحادیه‌ها، سندیکاها و سازمان‌های ادبی و زنان عضویت داشت. فاطمه العشبی در طول فعالیت‌های شعری و ادبی خود به مواضع برجستهٔ خود در مورد مسائل مختلف نیز شهرت داشت تا اینکه در سال ۲۰۱۲ تصمیم گرفت صنعا را ترک کند و سال‌های پایانی زندگی خود را در بریتانیا گذراند.

## زندگی و پیشه

### سال‌های اولیه
فاطمه علی فتح‌الله العَشَبی طبق شناسنامه در ۲۵ اکتبر ۱۹۵۹ زاده شد و طبق عرف، تاریخ ولادت او در قرآن سه شنبه ۱۵ شعبان ۱۳۷۲ هجری قمری برابر با ۲۸ آوریل ۱۹۵۳ ثبت شده است. محل تولدش روستای بیت العَشَبی، شهرستان حفاش، استان محویت، یمن شمالی بود. او در محیطی روستایی و تحت سرپرستی پدرش که شیخ قبیله در منطقهٔ حُفاش بود و او را طبق سنت از تحصیل بازداشت، بزرگ شد. پدرش بیش از یک بار او را مورد ضرب و شتم قرار داد، تا جایی که برایش در وسط خانه قبری کند، زیرا فاطمه شروع به نوشتن شعر کرده بود و علیه رسوم قبیلگی شوریده بود. عبدالمجید الترکی، شاعر یمنی، نیز به این حادثه اشاره کرد و گفت: «هیچ زنی نیست که قبری باز توسط پدرش در خانه برای او کنده شده باشد، جز فاطمه العشبی که در جامعه‌ای جاهل که دانش را ننگ می‌دید، بر ضد قبیله قیام کرد و شعر گفت. وقتی پدرش متوجه شد که او شعر می‌گوید، سیلی به او زد تا اینکه بیهوش شد. او به خاطر این سیلی دچار سردرد شد که تمام عمرش طول کشید. او علیه پدرِ شیخش که صاحب خانه‌های زیادی بود، شورش کرد.»
فاطمه پنهانی به خودش خواندن و نوشتن یاد داد. پدرش تصمیم گرفت به روش خودش به او یاد بدهد. معلمی برای او آورد تا در خانه قرآن، تجوید، فقه، سیره، تفسیر، نحو، شعر و ادبیات به او بیاموزد.او علاوه بر قرآن، به فراگیری اشعار المتنبی، امرؤالقیس و احمد شوقی پرداخت تا اینکه به مرحله‌ای رسید که توانست شعر غنایی و عاطفی بنویسد. این امر خشم پدرش را برانگیخت و پدرش او را مورد ضرب و شتم قرار داد و بر او نظارت شدیدی اعمال کرد. پدرش حتی کاغذهای پاره شده را جمع کرد تا بفهمد دختر دوازده‌ساله‌اش چه نوشته است و حتی او را تهدید کرد که در صورت ادامه شعر، دست او را قطع خواهد کرد. با وجود اینکه هنوز به سن معمول ازدواج نرسیده بود، چون پدرش می‌ترسید که او در شعرش زیاده‌روی کند، او را در دوازده سالگی به مردی سی سال بزرگتر از او به ازدواج درآورد. علی المقری ذکر کرده است که این مرد تنها پس از تهدید پدرش با اسلحه وارد فاطمه شد و هدفش اطمینان از صحت باکرگی او بود. پس از ازدواج در سال ۱۹۶۶، به‌طور متناوب به آموزش عادی پیوست تا اینکه وارد دانشگاه شد. بعداً پدرش که از مهم‌ترین فئودال‌های منطقه به‌شمار می‌رفت، ارث را برای پسرانش بر جای گذاشت، فاطمه خود را در انزوا یافت و هر روز با غده‌ای که در مغزش رشد می‌کرد، مواجه شد و به عنوان مجازاتی برای قیام در برابر طایفه و انتخاب شاعر شدن، از ارث شرعی خود محروم شد. در یکی از برنامه‌های ضبط‌شده، فاطمه دربارهٔ کودکی‌اش می‌گوید: «من اهل دهات یمن هستم، پدرم شیخ قبیله بود و برای شیخ لازم است که پسرانی داشته باشد. وقتی مادرم مرا به دنیا آورد، پدرم به خاطر دختر بودنم ناراحت شد، پس من را به عنوان پسر بزرگ کرد. سپس وقتی کمی بزرگتر شدم، او شروع به سرکوب من کرد و می‌خواست مرا مهار کند. مرا پسر بزرگ کرد، لباس پسرانه پوشید، تیراندازی با کمان، اسب‌سواری و راه رفتن در میان مردان را در همهٔ مجالس به من آموخت.» او به امتناع از زندگی با شوهرش ادامه داد تا اینکه از او خواستند برای مدتی مهاجرت کند و سپس برگردد. شاید «سر عقل آید». در سطح زندگی روزمره، او مانند یک پسر رفتار می‌کرد. وقتی ۱۵ یا ۱۶ ساله بود، به محض اینکه پدرش به سفر می‌رفت، بلافاصله دختران را جمع می‌کرد و سپس علیه تمام قبیله اعلام شورش می‌کرد. او اسلحه‌ای به دوش می‌کشید و از جوهر سیاه سبیل می‌ساخت تا قدرت بیشتری به او بدهد. با یک سلاح به مزرعه‌ها و مراتع می‌رفت در حالی که شماری از دختران را پشت سرش تیراندازی می‌کردند.
پس از تهدید به زنده دفن شدن، با کمک دختران آماده فرار شد. لباس مردانه پوشید، سرش را تراشید و در ساعات اولیهٔ شب پس از برداشتن مخفیانه پول، طلا و اسلحه از پدرش به راه افتاد. او در بسیاری از مناطق یمن در تاریکی قدم زد و هدفش رسیدن به صنعا، پایتخت، بود. در راه، زنی از اجاره الاغی برای او برای سوار شدن به شهر خودداری کرد. او پس از پاره شدن کفش‌هایش همچنان از تنهایی و ورم پاهایش رنج می‌برد تا اینکه خودرویی از آنجا عبور کرد و مسافرانش پس از اینکه متوجه شدند او دختر است، او را با خود به حومهٔ صنعا بردند. در آنجا به زنی روی آورد تا در ازای دریافت مبلغی لباس خود را عوض کند و ظاهر زنانه خود را بازگرداند. از آنجا که فاطمه به زیبایی معروف بود، هرکس با او ملاقات می‌کرد مانند یک زن دیوانه با او رفتار می‌کرد، به خصوص که به قول خودش طلاها و پول‌هایی را که می‌گرفت، بدون حساب تقسیم می‌کرد. او از ترس پدرش که احساس می‌کرد او را تعقیب می‌کند، بیشتر مراقب اطرافش شد. علی‌رغم ترس صاحبان خودرو از حمل زنی که فکر می‌کردند دیوانه است، فاطمه موفق شد خود را به صنعا برساند. در صنعا، او را نزد خانواده‌ای که خانواده‌اش می‌شناختند، بردند؛ او را به خانهٔ قاضی السمان، وزیر دادگستری بردند، که پس از شنیدن داستان او، او و همسرش از او مراقبت کردند. اما وقتی فهمید پدرش شیخ علی العشبی است، گیج شد و اظهار داشت که آنان نمی‌توانند این افراد را کنترل کنند و او به سرعت دستور داد تا فاطمه را به رئیس امور قبایل انتقال دهند. در آنجا شروع به درمانش برای خستگی و تب کردند. رئیس امور قبایل می‌ترسید، چون پدرش همکار او در مجلس مؤسسان خلق بود. پس او را به تعز (جبل صبر) برد، در حالی که تب داشت و از هر چیزی بی‌خبر بود. پس از سفری طولانی، شیخی سرپرستی او را به عهده گرفت و او نزد پدرش برگرداند، مشروط بر اینکه خشونتی علیه او اعمال نکند. با این حال، به محض رسیدن به خانهٔ پدری، دوباره به فکر فرار افتاد، اما این بار او یک فرار گروهی را طراحی کرد که شامل تعدادی دختر نیز می‌شد. اما شوهر خواهرش آن طرح را کشف کرد و جلوی آنها را گرفت و از او التماس کرد که بماند تا پدرش بیاید و بعد خودش او را به صورت قاچاقی فراری دهد. فاطمه العشبی جزئیات زیادی از زندگی با همسر اولش، سفر با او به عربستان سعودی و سپس بازگشت به یمن را بازگو کرده است. از مبارزات خود گفته و اینکه چگونه اغلب به دلیل ضرب و شتم‌هایی که می‌شد، حافظهٔ خود را از دست می‌داد. پزشکان حتی شوهرش را تهدید کردند که اگر او را طلاق ندهد، او را به کلانتری معرفی خواهد کرد یا او را به بیمارستان روانی خواهند فرستاد.

### سال‌های میانه
از آوان کودکی عاشق شعر بود و در خردسالی شعر می‌نوشت، اما پدرش او را از این کار منع می‌کرد، بنابراین او سرودن آن را مدتی متوقف کرد و سپس در سال ۱۹۸۶ به آن بازگشت، پیش از آن به جز یک شعر که پس از ازدواج سرود و آن را اعلام نکرد، نوشت تا اینکه در سال ۱۹۸۶ به نویسندگی بازگشت. او نزدیک به هزار شعر میهنی، اجتماعی و غنایی سرود. تحصیلات عالی خود را با فرهنگ ادبی جامع به پایان رساند که او را قادر ساخت تا شاعری برجسته شود. اولین شعرهایش را تا پس از طلاقش در ۱۹۸۳ منتشر نکرد و از آن سال زندگی زندگی اجتماعی خود را آغاز کرد. اشعار سرکشانه و هجائی از هر نوع سرود. او به خاطر حمایت از مسائل ملی‌گرایانه معروف بود و صدام حسین، رئیس‌جمهور عراق، از او استقبال کرد؛ اگرچه او با سیاستمدارانی که از هجو او در امان نبودند، رابطهٔ خوبی نداشت. در سال ۱۹۹۱ مجموعه شعری با اشتراک به نام «درخشش سحر» (به عربی: وهج الفجر) بیرون داد. اولین مجموعه شعرش توسط یکی از دوستانش در ۲۰۰۰ منتشر شد که آن را از روزنامه‌ها و مجلات جمع‌آوری کرد و در مجموعه‌ای با عنوان «او فاطمه است» (به عربی: إنها فاطمة) دوباره منتشر کرد. مجموعه دوم چند سال پس از مجموعه اول در ۲۰۰۴ منتشر شد. فاطمه العشبی گفت که آن را در عرض چند روز در پاسخ به درخواست چاپ مجموعه‌ای از خود نوشت و اعتراف کرد که با تجربهٔ شعری او مطابقت ندارد. این مجموعه با عنوان «بازی روی محدودیت‌ها» (به عربی: العزف على القيود) منتشر شده است.
فاطمه العشبی به عنوان پژوهشگر در مرکز مطالعات و تحقیقات یمن کار کرد. در سال‌های ۲۰۰۸–۲۰۰۹ معاون مدیر مرکز فرهنگی یمن در قاهره بود. در طول حرفهٔ خود به عضویت اتحادیهٔ ادیبان و نویسندگان یمنی، اتحادیه ادیبان و نویسندگان عرب، سندیکای روزنامه‌نگاران یمنی و اتحادیهٔ زنان یمن درآمد. در سمینارها و جشنواره‌های شعر زیادی شرکت کرد، از جمله جشنواره المِربَد در عراق که از ۱۹۸۷ تا ۲۰۰۰ در آن شرکت جست. همچنین در جشنوارهٔ جرش ۲۰۰۱، جشنوارهٔ شعری در سالگرد درگذشت البردونی در ابوظبی ۲۰۰۲، جشنوارهٔ شعری در نمایشگاه کتاب قاهره ۲۰۰۰ و ۲۰۰۰۱ مشارکت کرد. در سال ۲۰۰۶ برندهٔ سپر اتحادیه نویسندگان یمن و جایزه شعر یمن به صورت مشترک شد. در نظرسنجی خبرگزاری شعر در سال ۲۰۰۸، او به عنوان یکی از بهترین شاعران عامی در جهان عرب معرفی شد. او همچنین نشان شجاعت عراق و نشان شایستگی عالی عراق دریافت کرد. او با مسائل سیاسی و اجتماعی در یمن و جهان عرب تعامل داشت و صدایی برجسته در مورد مسائل زنان و برابری اجتماعی شمرده می‌شد.فاطمه العشبی از نظر موضع سیاسی، زنی سیاسی بود که به ملی‌گرایایی عربی معتقد بود و موضع عرب‌گرایانه‌اش در سخنرانی‌ها و برخی از اشعارش مشخص است.

### سال‌های پایانی
پس از انقلاب فوریه ۲۰۱۱، زندگی او در یمن به دلیل ناآرامی‌هایی که در کشور رخ داد، دشوار شد. فرصت سفر به بریتانیا برایش فراهم شد که در مهٔ ۲۰۱۲ به آنجا سفر کرد. درخواست پناهندگی داد و تا زمان مرگش در آنجا ماند. در ژانویهٔ ۲۰۲۱ تابعیت بریتانیا را گرفت. آخرین بزرگداشت او در خانهٔ اپرای قاهره با گروهی از زنان آفرینشگر عرب به مناسبت روز جهانی زن در مارس ۲۰۲۱ بود.
العشبی شعر عمودی (شعر کلاسیک) و نیز شعر آزاد سرود. ویژگی شعر او با لحنی مخالف بی‌عدالتی و غصب حقوق زنان یمنی همراه بود. اشعار او خالی از شعر عاشقانه نبود که در آن سرآمد شد. او همچنین خارج از دایرهٔ تعامل سیاسی نبود، چرا که مواضع سیاسی خود را در چند نوبت در شعر بیان کرد، قبل از اینکه در اواخر دههٔ ۱۹۹۰ به دلیل تشخیص تومور مغزی در انزوای طولانی مدت قرار گیرد. آرزو داشت زندگی‌نامهٔ خود را با عنوان «دختر شیخ» بنویسد. شاعر و رمان‌نویس یمنی علی المقری روشن ساخته است که برای سال‌ها او را تشویق می‌کرد تا زندگی‌نامهٔ خود را بنویسد که برخی از جنبه‌های شگفت‌آور زندگی‌اش را بازگو کند. او برگه‌ای از آن را در کنفرانس اتحادیهٔ ادیبان و نویسندگان یمن ارائه کرد، اما مشغله‌های المقری و عواقب رشد غدهٔ سرطان مغز در العشبی، مانع از تحقق این ایده شد. فاطمه بواهرکه شاعر مغربی در مقدمهٔ کتاب یادبود چهلمین روز درگذشت العشبی، او را به عنوان «مادر بیداری فکری معاصر زنان یمنی» توصیف می‌کند.

## بیماری و درگذشت
فاطمه العشبی سال‌های طولانی به سرطان مغز مبتلا بود و با تومور مغزی که در اواخر دههٔ ۱۹۹۰ شروع شد، مبارزه کرد. پزشکان به او گفتند که بیشتر از این زنده نخواهد ماند. در سال ۲۰۱۸، زمانی که در بریتانیا بود، به او اطلاع دادند که سرطان رحم دارد. این بیماری به مدت چهار سال به سرعت خود را ادامه داد تا اینکه سرطان در بیشتر بدن او گسترش یافت و بر او غلبه کرد. در حالی که تحت عمل جراحی قرار می‌گرفت، او شامگاه یکشنبه ۲۴ اکتبر ۲۰۲۱ در بیمارستان ملکه الیزابت در بیرمنگام در سن ۶۸ سالگی در گذشت. پیکرش پس از اقامهٔ نماز ظهر روز سه شنبه ۲۶ اکتبر ۲۰۲۱ در مسجد الامانه در بیرمنگام، در گورستان ساتون نیو هال به خاک سپرده شد. اتحادیهٔ ادیبان و نویسندگان یمن به سوگ او نشست و به سهم او در خدمت به شعر و مسائل زنان اشاره کرد.

## زندگی شخصی
فاطمه العشبی در سال ۱۹۶۶ به سن دوازده سالگی با علی حسن العبسی ازدواج کرد. دو فرزند به دنیا آورد، یک پسر به نام عبدالسلام علی حسن العبسی زادهٔ ۱۹۶۷ که وکیل شد و یک دختر به نام نوف علی حسن العبسی متولد ۱۹۸۲ که حسابدار شد. فاطمه در سال ۱۹۸۳ از او طلاق گرفت و از عربستان سعودی به یمن بازگشت. بار دوم با یکی از افسران یمنی در سال ۲۰۰۵ ازدواج کرد که تا ۲۰۲۰ ادامه داشت.

## آثار
- وهج الفجر: به اشتراک، ۱۹۹۱.
- إنها فاطمة: مکتب المدی، بغداد، ۲۰۰۰.
- العزف على القيود: دیوان شعر غنایی، مرکز عبادی، صنعاء، ۲۰۰۴.
- شعبيات عشبية
- غدا نكون معا
- قد نضحك يوماً ما